# Zyprischer Fußballpokal 1962/63
Der Zyprische Fußballpokal 1962/63 war die 21. Austragung des zyprischen Pokalwettbewerbs. Er wurde vom zyprischen Fußballverband ausgetragen. Das Finale fand am 30. Juni 1963 im GSP-Stadion von Nikosia statt.
Pokalsieger wurde APOEL Nikosia. Das Team setzte sich im Wiederholungsfinale gegen Titelverteidiger Anorthosis Famagusta durch. APOEL qualifizierte sich durch den Sieg für den Europapokal der Pokalsieger 1963/64.
Alle Begegnungen wurden in einem Spiel ausgetragen. Bei unentschiedenem Ausgang wurde das Spiel um zweimal 15 Minuten verlängert. Stand danach kein Sieger fest, folgte ein Wiederholungsspiel auf des Gegners Platz.

## Teilnehmer
| First Division (12)                                                                                   | First Division (12)                                                                                                  | Second Division (10)                                                                              | Second Division (10)                                                                                   |
| --- | --- | ------------------------------------------------------------------------------------------------- | --- |
| - Alki Larnaka - Anorthosis Famagusta - AEL Limassol - EPA Larnaka - APOEL Nikosia - Apollon Limassol | - Aris Limassol - Nea Salamis Famagusta - Olympiakos Nikosia - Omonia Nikosia - Orfeas Nikosia - Pezoporikos Larnaka | - Anagennisi Larnaka - AEK Famagusta - Amathus Limassol - APOP Paphos - Enosis-Keravnos Strovolos | - Ethnikos Asteras Limassol - Evagoras Paphos - Gaydzak Nikosia - Panellinios Limassol - PAEEK Kyrenia |

## 1. Runde
|                           | Ergebnis |                       |
| ------------------------- | -------- | --------------------- |
| Panellinios Limassol      | 1:3      | Anagennisi Larnaka    |
| Orfeas Nikosia            | 1:0      | EPA Larnaka           |
| PAEEK Kyrenia             | 00:16    | Olympiakos Nikosia    |
| Gaydzak Nikosia           | 1:7      | Anorthosis Famagusta  |
| APOP Paphos               | 0:8      | Nea Salamis Famagusta |
| Aris Limassol             | 8:1      | Amathus Limassol      |
| AEL Limassol              | Freilos  |                       |
| AEK Famagusta             | Freilos  |                       |
| Alki Larnaka              | Freilos  |                       |
| Apollon Limassol          | Freilos  |                       |
| APOEL Nikosia             | Freilos  |                       |
| Enosis-Keravnos Strovolos | Freilos  |                       |
| Ethnikos Asteras Limassol | Freilos  |                       |
| Omonia Nikosia            | Freilos  |                       |
| Pezoporikos Larnaka       | Freilos  |                       |
| Evagoras Paphos           | Freilos  |                       |

## 2. Runde
|                       | Ergebnis |                           |
| --------------------- | -------- | ------------------------- |
| AEL Limassol          | 11:00    | AEK Famagusta             |
| Alki Larnaka          | 7:0      | Anagennisi Larnaka        |
| Anorthosis Famagusta  | 5:2      | Apollon Limassol          |
| APOEL Nikosia         | 5:0      | Enosis-Keravnos Strovolos |
| Olympiakos Nikosia    | 4:0      | Ethnikos Asteras Limassol |
| Omonia Nikosia        | 6:1      | Aris Limassol             |
| Nea Salamis Famagusta | 5:0      | Pezoporikos Larnaka       |
| Evagoras Paphos       | 1:2      | Orfeas Nikosia            |

## Viertelfinale
|                | Ergebnis  |                       |
| -------------- | --------- | --------------------- |
| AEL Limassol   | 1:4       | Anorthosis Famagusta  |
| Alki Larnaka   | 1:0 n. V. | Nea Salamis Famagusta |
| APOEL Nikosia  | 2:1       | Olympiakos Nikosia    |
| Omonia Nikosia | 3:0       | Orfeas Nikosia        |

## Halbfinale
|                | Ergebnis |                      |
| -------------- | -------- | -------------------- |
| Alki Larnaka   | 0:1      | APOEL Nikosia        |
| Omonia Nikosia | 1:3      | Anorthosis Famagusta |

## Finale
| Paarung  | APOEL Nikosia – Anorthosis Famagusta                                                                          |
| Ergebnis | 2:2 n. V. (2:2, 2:1)                                                                                          |
| Datum    | 23. Juni 1963                                                                                                 |
| Stadion  | GSP-Stadion, Nikosia                                                                                          |
| Tore     | 1:0 Pantelis (11.) 2:0 Pantelis (13.) 2:1 Michales Ioannou „Sialis“ (32.) 2:2 Michales Ioannou „Sialis“ (66.) |

### Wiederholungsspiel
| Paarung              | APOEL Nikosia – Anorthosis Famagusta |
| Ergebnis             | 1:0 (0:0) |
| Datum                | 30. Juni 1963 |
| Stadion              | GSP-Stadion, Nikosia |
| Tore                 | 1:0 Marios Pappalos (56.) |
| APOEL Nikosia        | Andreas Aloneftis – Assiotis, Stelios Charitakis – Dimitris Chiotis, Savvas Partakis, Pantelis – Nikakis, Andreas Tassouris, Nikaros, Marios Papallos, Antros |
| Anorthosis Famagusta | Alexandros Papyros – Michalis Sialis, Panikos Iakovou – K. Pieris, Kostas Karas, Panos Sialis – Mavrikios Asprou, Kostakis Kokkinis, Thomas, Kovis, Antis     |